# Arthur Seyß-Inquart

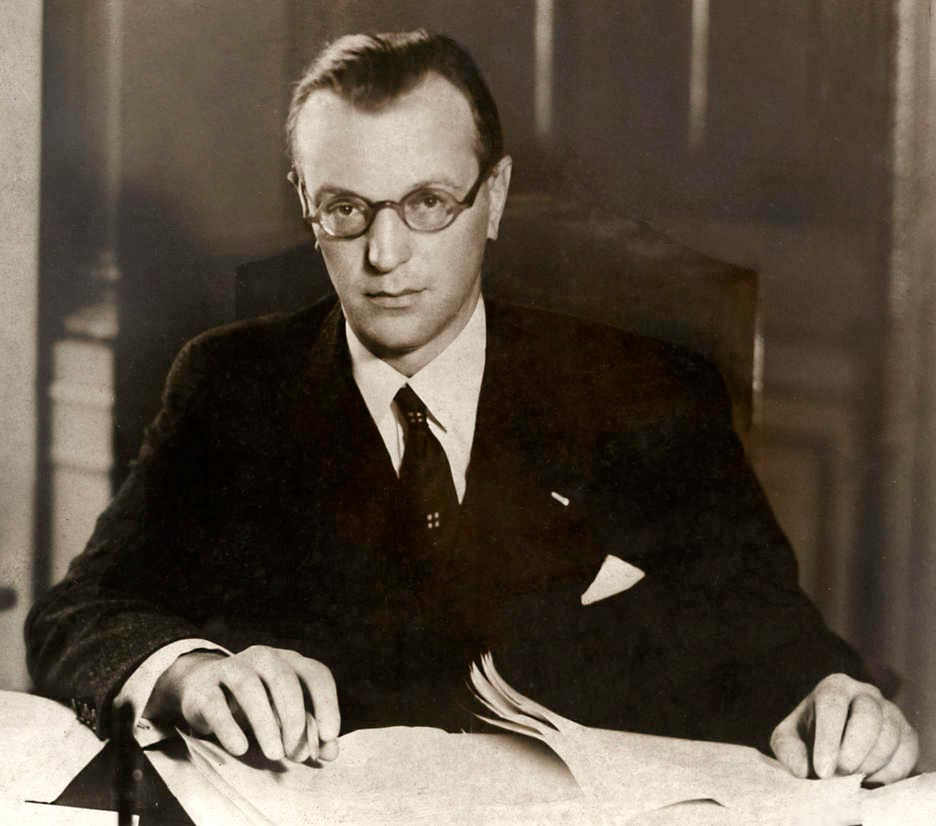
Arthur Seyß-Inquart (1940)

Arthur Seyß-Inquart (* 22. Juli 1892 in Stannern, Bezirk Iglau, Mähren; † 16. Oktober 1946 in Nürnberg) war ein österreichischer Jurist, der in der Zeit des Nationalsozialismus in unterschiedlichen Funktionen politisch Karriere machte. Er war in den letzten Wochen vor dem Anschluss Österreichs Innenminister sowie vom 11. bis 13. März 1938 Bundeskanzler Österreichs. Anschließend fungierte er bis Mai 1939 als Reichsstatthalter der „Ostmark“. Während des Zweiten Weltkriegs war er von Oktober 1939 bis Mai 1940 stellvertretender Generalgouverneur der von Deutschland besetzten Gebiete Polens und danach Reichskommissar für die Niederlande. In der SS hatte er ab 1941 den Rang eines Obergruppenführers.
Seyß-Inquart gehörte zu den 24 im Nürnberger Prozess gegen die Hauptkriegsverbrecher vor dem Internationalen Militärgerichtshof angeklagten Personen, wurde am 1. Oktober 1946 in drei von vier Punkten schuldig gesprochen und als Kriegsverbrecher hingerichtet. In der modernen Geschichtswissenschaft wurde er als „effizienter und skrupelloser Schreibtischtäter“ bezeichnet.

## Leben

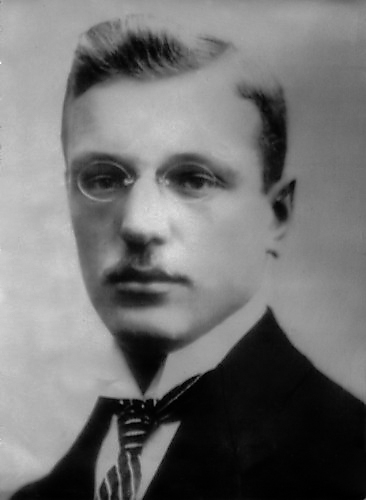
Arthur Seyß-Inquart (1925)

### Familie
Arthur Seyß-Inquart kam als Sohn des Pädagogen Emil Seyß-Inquart (* 29. November 1841 Jaroslau in Galizien, Lehrer am k.k. Staats-Gymnasium in Villach, 1882–88 Professor am Gymnasium in Iglau, danach Direktor des k.k. Deutschen Staats-Gymnasiums in Olmütz; † 17. Oktober 1920 Wien) und dessen Frau Auguste, geb. Hyrenbach, in Südmähren als jüngstes von sechs Geschwistern zur Welt. Sein älterer Bruder Richard Seyß-Inquart (1883–1941) war Pädagoge, Lyriker und Justizbeamter (zuletzt Oberregierungsrat) sowie Gründungsdirektor der Bundesanstalt für Erziehungsbedürftige Kaiserebersdorf. Die Familie übersiedelte 1907 nach Wien.
Geboren wurde er als Arthur Seyß. Durch Namensübertragung seitens eines Großonkels, Heinrich Ritter von Inquart (1816–1896), Hofrat der Finanzverwaltung, entstand 1906 der Doppelname Seyß-Inquart. Laut Dieter A. Binders Eintrag zu Seyß-Inquart in der Neuen Deutschen Biographie führte die Familie ursprünglich den Namen Zajtich und änderte ihn erst 1906/07 auf Seyß-Inquart. Dagegen sprechen Schulpublikationen, die Emil Seyß ab den 1870er-Jahren unter diesem Namen veröffentlicht hat. Die Führung des Namens Zajtich ist nicht durch Primärquellen nachgewiesen.
1911 lernte Seyß-Inquart Gertrud Maschka kennen, die er im Dezember 1916 heiratete. Aus der Ehe gingen drei Kinder hervor: Ingeborg Caroline Auguste (* 1917), Richard (* 1921) und Dorothea (* 1928).
Im August 1928 zog er sich bei einer Bergwanderung eine Beinverletzung zu, infolge derer er mehrmals operiert werden musste und zeitlebens hinkte.

### Werdegang zum Rechtsanwalt
Nach dem Besuch der Volksschule und des Gymnasiums in Olmütz, später in Baden bei Wien, studierte Seyß-Inquart an der Universität Wien Rechtswissenschaft. Im Ersten Weltkrieg diente er in einem Regiment der k.u.k. Kaiserjäger der österreichisch-ungarischen Armee und erreichte dort den Rang eines Oberleutnants der Reserve. Während eines Fronturlaubes 1917 in Wien wurde er zum Dr. iur. promoviert. Ab 1921 war er in Wien als Fachanwalt für Arbeitsrecht tätig.

## Politik

### Nationalsozialist

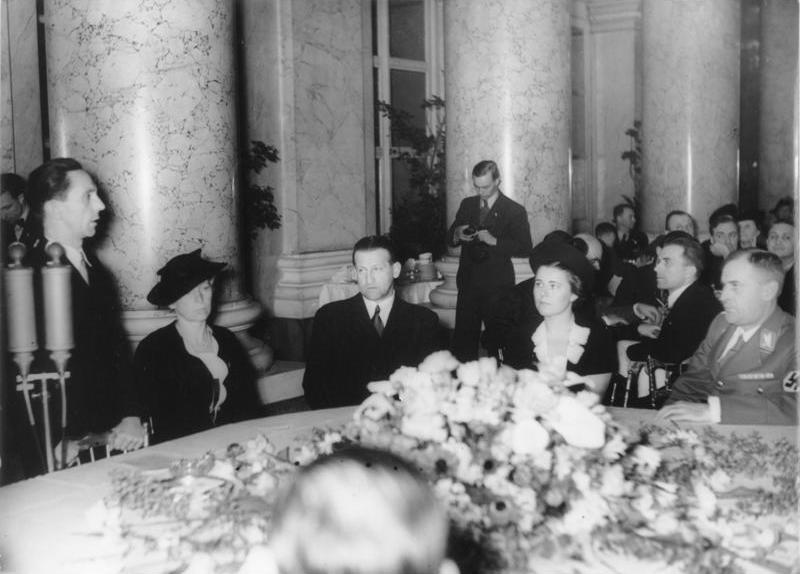
Joseph Goebbels, Gertrud Seyß-Inquart, Kajetan Mühlmann, Paula Wessely und Seyß-Inquart beim Empfang von Schauspielern am 30. März 1938 in der Wiener Hofburg

Um 1919/1920 war Seyß-Inquart in Wien Mitglied der katholisch-deutschnationalen Deutschen Gemeinschaft, der auch Engelbert Dollfuß, Karl Wache, Robert Hohlbaum, Emmerich Czermak und Hermann Neubacher angehörten. Seit 1931 engagierte er sich in Organisationen wie dem Österreichisch-Deutschen Volksbund und dem Steirischen Heimatschutz. 1934 nahm Bundeskanzler Engelbert Dollfuß die Verbindung zu Seyß-Inquart wieder auf; es kam zu zwei Treffen im Juli 1934 in Mattsee und Wien, also unmittelbar vor dem Juliputsch, bei dem es zur Tötung von Dollfuß kam. Ab 17. Juni 1937 war Seyß-Inquart Mitglied des österreichischen Staatsrates und er wurde zum „Befriedungskommissar“ berufen, um die Verbindung zur – wie es hieß – „nationalen Opposition“ herzustellen. Auf Druck von Adolf Hitler, der im Berchtesgadener Abkommen vom 15. Februar 1938 ultimativ die Beteiligung der NSDAP an Regierungsämtern gefordert hatte, überließ der damalige österreichische Bundeskanzler Kurt Schuschnigg Seyß-Inquart am darauffolgenden Tag das Amt des Innen- und Sicherheitsministers.
In dieser Funktion begann er zu überlegen, ein nationalsozialistisches Österreich nicht sofort voll in das Deutsche Reich zu integrieren, sondern vorerst nur die Personalunion des Staatsoberhauptes herzustellen. Dies hätte seiner eigenen Karriere genützt und Skrupel in Bezug auf seinen österreichischen Amtseid vermieden. Wie er allerdings in den Anschlusstagen selbst zugeben musste, wurde er von den treibenden Kräften des „Anschlusses“ nur vor- (und wie sich bald zeigte, beiseite) geschoben. So versuchte Seyß-Inquart noch in der Nacht vom 11. auf den 12. März 1938 – Stunden vor dem Einmarsch der Wehrmacht – über die zuständigen Stellen in Berlin Hitler davon zu überzeugen, von einem Grenzübertritt abzusehen. Dieser, noch wenige Stunden zuvor schwankend in seinem Entschluss, wurde daraufhin geweckt, erklärte jedoch, dass der Einmarsch nicht mehr aufzuhalten sei.

### Österreichischer Bundeskanzler und Reichsstatthalter

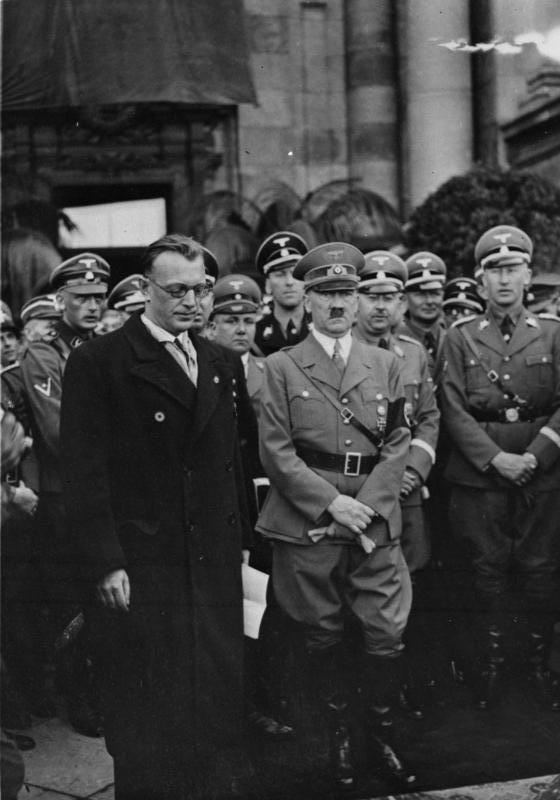
Seyß-Inquart neben Adolf Hitler in Wien (1938). Dahinter Martin Bormann, Ernst Kaltenbrunner, Heinrich Himmler, Karl Wolff und Reinhard Heydrich.

Nach militärischen Androhungen Deutschlands musste Schuschnigg sein Vorhaben, eine Volksbefragung am 13. März über Österreichs Unabhängigkeit abzuhalten, unter dem Druck Hitlers sofort in das Land einzumarschieren hinausschieben und trat wegen der ausgeübten Gewaltandrohung am 11. März 1938 kurz vor Mitternacht zurück. Gleichzeitig wurde damit Seyß-Inquart von Bundespräsident Wilhelm Miklas nach mehrstündigem Zögern und nach weiteren telefonischen Ultimaten Hermann Görings, sofort die bereitstehende Truppe in Österreich einmarschieren zu lassen, noch kurz vor Mitternacht zum Bundeskanzler bestellt. Trotz der erfüllten Forderung besetzte die 8. Armee am Morgen des 12. März Österreich, fast gleichzeitig wurde er am Morgen des gleichen Tages vereidigt. Er übte dieses Amt bis zum 13. März 1938, dem Tag des „Anschlusses Österreichs“ an das Deutsche Reich, aus. Seyß-Inquart war damit nach Walter Breisky die kürzeste Zeitspanne österreichischer Bundeskanzler.
Am 13. März 1938 wurde der „Anschluss Österreichs“ an das Deutsche Reich staatsrechtlich vollzogen. Das entsprechende, von der NS-Bundesregierung beschlossene Bundesgesetz musste, den Regeln der Ständestaatsverfassung entsprechend, vom Bundespräsidenten unterzeichnet werden, um in Kraft treten zu können. Wilhelm Miklas weigerte sich jedoch und trat zurück.
Seine Funktionen gingen damit verfassungsgemäß auf Bundeskanzler Seyß-Inquart über. Dieser unterschrieb den Beschluss nunmehr in seiner Doppelfunktion als amtierendes Staatsoberhaupt und als Bundeskanzler. Seine Unterschrift gab dem Anschlussgesetz Rechtswirksamkeit; da damit der Staat Österreich zu bestehen aufhörte, endete mit dem Inkrafttreten des Anschlussgesetzes auch Seyß-Inquarts Funktion als amtierendes Staatsoberhaupt.
Wie die gesamte Gesetzgebung der Ständestaatsdiktatur wurde auch dieser Vorgang bei der Wiedererrichtung der Republik Österreich 1945 als verfassungswidrig aufgehoben.
Bei Hitlers Auftritt und Rede auf dem Wiener Heldenplatz am 15. März 1938 hielt Seyß-Inquart eine kurze pathetische Rede. Am 1. Juni 1938 beantragte er die reguläre Aufnahme in die NSDAP und wurde rückwirkend zum 1. Mai desselben Jahres aufgenommen (Mitgliedsnummer 6.270.392).
Vom 15. März 1938 bis zum 30. April 1939 wurde Seyß-Inquart zum Leiter der österreichischen Landesregierung mit dem Titel Reichsstatthalter bestellt. Die Landesregierung wurde im Mai 1938 verkleinert und hatte unter der Aufsicht des Reichskommissars für die Wiedervereinigung Österreichs mit dem Deutschen Reich, Josef Bürckel, die Liquidation der österreichischen Zentralstellen durchzuführen. „Als Reichsstatthalter in Österreich führte Seyß-Inquart die Beschlagnahme jüdischen Eigentums durch. […] Politische Gegner der Nazis [wurden] durch die Gestapo in Konzentrationslager geschafft, misshandelt und in vielen Fällen getötet.“ Mit dem Inkrafttreten des Ostmarkgesetzes am 1. Mai 1939 wurde die Landesregierung aufgelöst.

### SS-Führer, Reichsminister ohne Geschäftsbereich und weitere Funktionen
Zum 12. März 1938 trat Seyß-Inquart der SS (SS-Nummer 292.771) bei und stieg dort im April 1941 bis zum SS-Obergruppenführer auf. Mit der Gleichschaltung der österreichischen und deutschen Alpenvereine im Jahr 1938 wurde Seyß-Inquart zum „Führer des Deutschen Alpenvereins (DAV)“ bestellt. Seyß-Inquart war von 1939 bis 1945 Reichsminister ohne Geschäftsbereich.

### Zweiter Weltkrieg – Stellvertretender Generalgouverneur im Generalgouvernement
Nach dem Beginn des Zweiten Weltkrieges wurde Seyß-Inquart Ende Oktober 1939 Stellvertreter des Generalgouverneurs Hans Frank im deutsch besetzten Generalgouvernement.

### Reichskommissar für die Niederlande

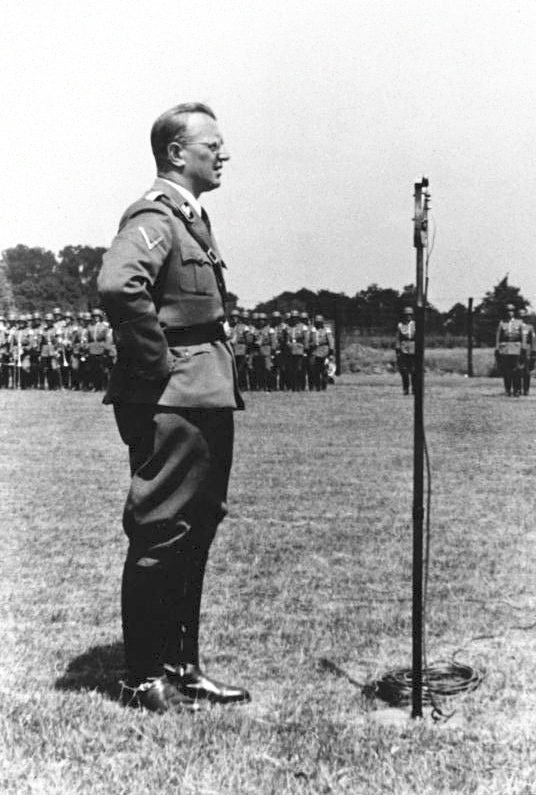
Arthur Seyß-Inquart bei einer Ansprache vor der Ordnungspolizei in Den Haag (1940)

Am 18. Mai 1940 ernannte Hitler ihn zum Reichskommissar für die Niederlande. Als untergebener Beauftragter des Reichskommissars für die Niederlande wurde Ernst Schwebel zugeteilt, welcher diese Position bis Kriegsende innehatte.
In den besetzten Niederlanden war Seyß-Inquart verantwortlich für den Aufbau eines deutschen Besatzungsregimes, die wirtschaftliche Ausbeutung des Landes, die Einführung von Zwangsarbeit, Deportationen von über 100.000 niederländischen Juden in Vernichtungslager, Niederschlagung des Februarstreiks und Erschießung von Widerstandskämpfern. Für die niederländische Hauptstadt Amsterdam war ihm Hans Böhmcker unterstellt. Als einer der ersten Schritte erfolgte der Aufbau einer SS-Formation aus kollaborationswilligen Niederländern. Eine Zusammenarbeit mit den im Land bestehenden NS-orientierten Organisationen unter Anton Adriaan Mussert (1894–1946) und seinem Gegenspieler Rost van Tonningen (1894–1945) lehnte er konsequent ab.
Im Urteil des Nürnberger Internationalen Militärgerichtshofes wird Seyß-Inquarts Verhalten beschrieben (Auszug):

„Als Reichskommissar […] übte Seyß-Inquart unbarmherzigen Terror zur Unterdrückung allen Widerstandes gegen die deutsche Besatzung, ein Programm, das er selbst als ‚Vernichtung‘ der Gegner bezeichnete. […] Die wirtschaftliche Verwaltung der Niederlande führte Seyß-Inquart durch, ohne die Regeln der Haager Konvention […] zu beachten. […] Öffentlicher und privater Besitz wurde in großem Stil geplündert […] Sofort […] begann er, Sklavenarbeiter nach Deutschland zu schicken. […] Während der Besetzung wurden 500.000 Menschen von den Niederlanden nach dem Reich als Arbeiter gesandt, und nur ein ganz geringer Bruchteil davon waren tatsächlich Freiwillige.“

„Eine der ersten Maßnahmen […] war der Erlass einer Reihe von Gesetzen, die die wirtschaftliche Schlechterstellung der Juden erzwang. […] […] Es ist […] wahr, dass in gewissen Fällen Seyß-Inquart gegen besonders scharfe Maßnahmen, die von anderen Dienststellen getroffen wurden, protestierte […] Dennoch bleibt die Tatsache bestehen, dass Seyß-Inquart ein wissender und freiwilliger Teilnehmer an Kriegsverbrechen und Verbrechen gegen die Menschlichkeit war, die während der Besetzung der Niederlande begangen wurden.“

Im letzten Kriegswinter 1944/45, dem härtesten Winter seit 1864, drohte in den Niederlanden eine humanitäre Katastrophe. Seyß-Inquart kündigte an, weite Teile des Landes unter Wasser zu setzen, woraufhin das alliierte SHAEF verlautbaren ließ, dass er und Generaloberst Blaskowitz als Kriegsverbrecher behandelt würden, falls sie das umsetzten. In Verhandlungen mit den Alliierten, welche u. a. durch seinen Untergebenen Ernst Schwebel organisiert wurden, kam es dann aber zu den humanitären Operationen Manna und Chowhound.
Hitler ernannte Seyß-Inquart in seinem politischen Testament zum Außenminister und befahl, in den Niederlanden „verbrannte Erde“ zu hinterlassen, was Seyß-Inquart jedoch nicht durchführte. Kurz nach dem Suizid Hitlers gelangte er aus den Niederlanden mit einem Schnellboot nach Flensburg zur Regierung Dönitz. Auf der Rückkehr über den Landweg, den er wegen des stürmischen Wetters an der Küste nehmen musste, wurde er in Hamburg von britischen Truppen verhaftet.
In Teilen der Literatur wird fälschlicherweise eine Verhaftung in den Niederlanden angegeben. Dass sie tatsächlich in Hamburg stattfand bestätigte Seyß-Inquart jedoch auch in der Zeugenvernahme bei den Nürnberger Prozessen.

### Nürnberger Prozess

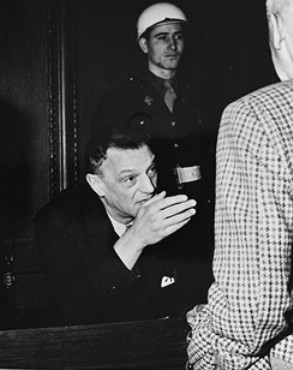
Arthur Seyß-Inquart als Angeklagter während einer Verhandlungspause im Nürnberger Kriegsverbrecherprozess

Im Sommer 1945 wurde Seyß-Inquart bis zur Überstellung nach Nürnberg im Kriegsgefangenenlager Nr. 32 (Ascheimer) im luxemburgischen Bad Mondorf mit einer Anzahl von NSDAP-Größen und hohen Angehörigen der Wehrmacht interniert. Im Nürnberger Prozess gegen die Hauptkriegsverbrecher, bei dem ihn Gustav Steinbauer verteidigte, wurde er in allen 4 Anklagepunkten (Verschwörung gegen Frieden, Planung, Entfesselung und Durchführung eines Angriffskrieges, Kriegsverbrechen und Verbrechen gegen die Menschlichkeit) angeklagt. Ein vorbereiteter Auslieferungsantrag der niederländischen Justiz wurde nicht umgesetzt. Als Zeuge war u. a. Ernst Schwebel benannt.
In der Haft präsentierte sich Seyß-Inquart als geläuterter Katholik, der mehrere autobiografische Schriften verfasste. In diesen zeigte er sich jedoch weiterhin als Verfechter von Nationalsozialismus und Antisemitismus. Bei seinem Schlusswort bekannte er sich noch einmal zur Person Adolf Hitler und Deutschland. Bei seiner Verteidigung legten Seyß-Inquart und Steinbauer den Fokus vor allem auf seine Tätigkeiten in Österreich, die er mit seinem Eintreten für einen „Kampf [...] des deutschen Volkes“ legitimierte. Er erklärte auch, dass er in den Niederlanden nur geringen Einfluss auf SS, SD und Wehrmacht gehabt und die Haager Landkriegsordnung als überholt betrachtet habe. Jegliches Wissen und die Mittäterschaft am Holocaust verneinte Seyß-Inquart, er behauptete u. a., dass er im KZ Auschwitz-Birkenau nur ein Aufenthaltslager für die Juden bis zu einer Neuansiedlung nach dem Krieg gesehen habe.
Bei der Urteilsverkündung wurde Seyß-Inquart, im Anklagepunkt 1 freigesprochen und den Anklagepunkten 2, 3 und 4 für schuldig befunden, zum Tod durch den Strang verurteilt und am 16. Oktober 1946 im Nürnberger Justizgefängnis hingerichtet. Die amerikanischen, britischen und sowjetischen Richter hatten sich dabei mit ihrem Streben für die Todesstrafe Seyß-Inquarts gegen den französischen Richter durchgesetzt. Sein Leichnam wurde einen Tag später im Städtischen Krematorium auf dem Münchner Ostfriedhof eingeäschert und die Asche in den Wenzbach, einen Zufluss der Isar, gestreut.

## Überlieferung
Seyß-Inquarts Nachlass wird heute in der Koblenzer Dienststelle des Bundesarchivs verwahrt (N 1180). Dieser umfasst Unterlagen und Korrespondenzen zur österreichischen Politik in den 1930er Jahren, zu den Aktivitäten der NSDAP in Österreich, zu den deutsch-österreichischen Beziehungen sowie zu seiner Tätigkeit als Reichsstatthalter von 1938 bis 1940.
In der Berliner Dienststelle des Bundesarchivs haben sich derweil im Bestand des ehemaligen Berlin Document Center zwei SS-Personalakten (R 9361-III/556637 und R 9361-III/556638) und eine Akte mit Parteikorrespondenz der NSDAP (R 9361-II/938679) zu Seyß-Inquart erhalten.